# Avant un long voyage
Na dalekou cestu
Avant un long voyage (en tchèque : Na dalekou cestu) est une pièce pour piano de la compositrice tchèque Vítězslava Kaprálová composée en 1925.

## Contexte
Vítězslava Kaprálová compose Avant un long voyage le 14 novembre 1925, avant un séjour en cure au sanatorium. C'est la première partition de la compositrice, alors âgée d'à peine dix ans, à connaître la parution dans un recueil pour la jeunesse.

## Analyse
Pour Nicolas Derny, la tonalité de fa dièse mineur qui encadre la pièce « laisse poindre un sentiment d'inquiétude mélancolique », mais laissent, dans la partie centrale, la place à des accords lumineux dans l'aigu, accompagnant une mélodie simple mais aux phrases irrégulières.